# Київський Псалтир

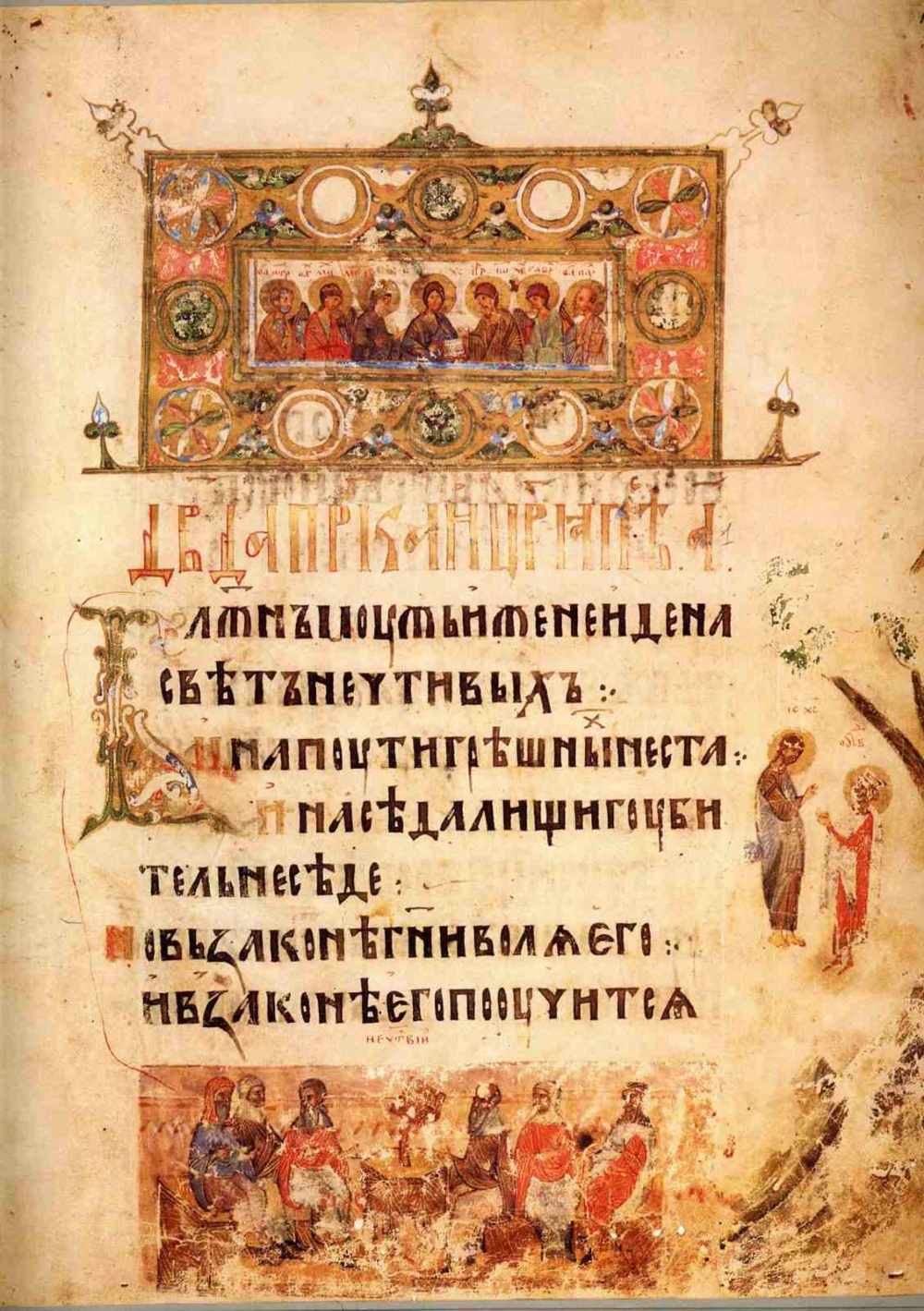
Київський Псалтир 1397 р.

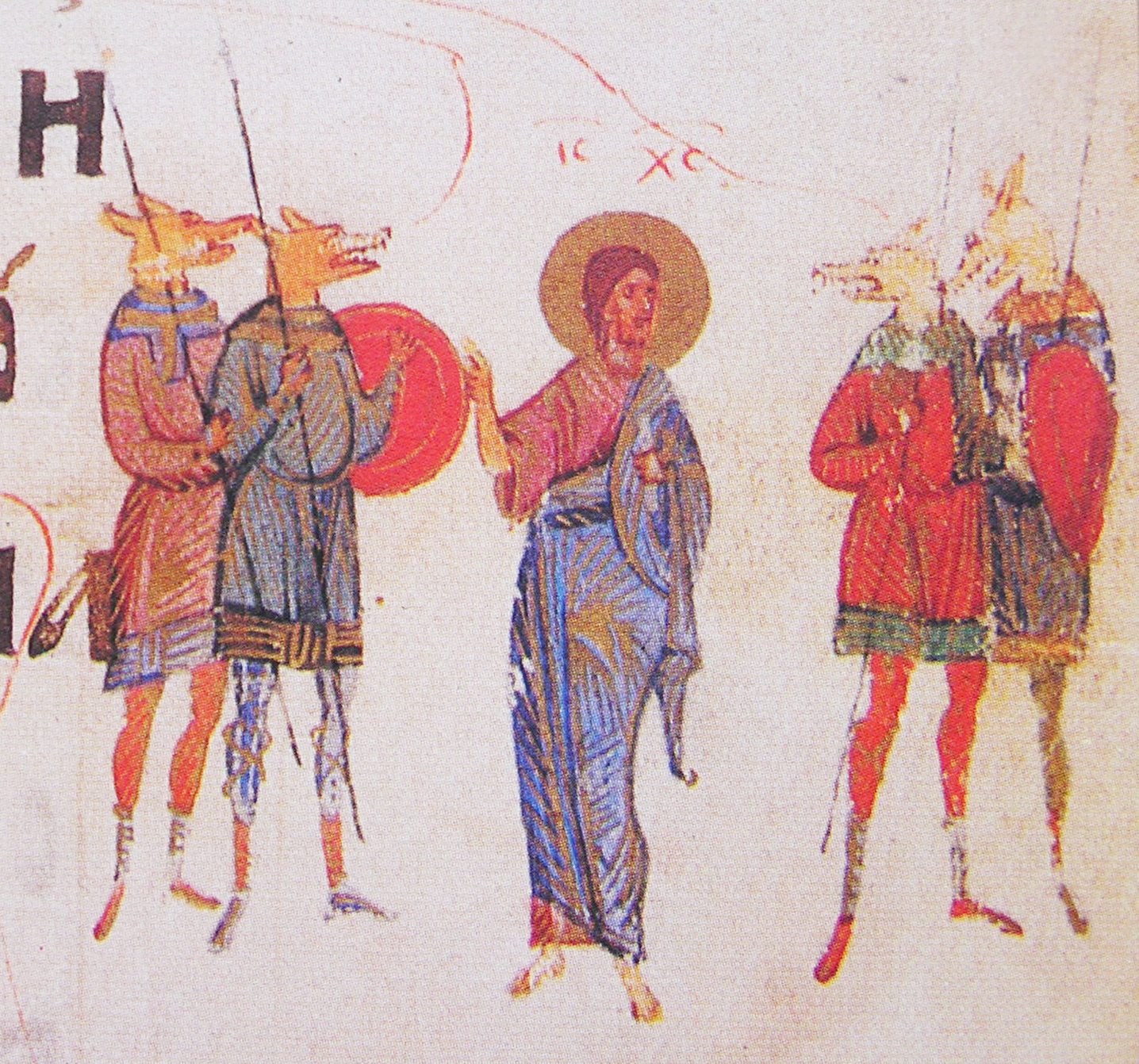
Ісус Христос поряд з песиголовцями (ілюстрація у Київському Псалтирі, 1397 р.)

Київський Псалтир — пергаментний рукопис великого формату на 229 аркушах, пам'ятка середньовічного книжного мистецтва України, яка має риси української мови. Містить псалми Давида, а також десять хвалебних пісень і молитов з інших книг Біблії. Написаний в 1397 році в Києві. Рукопис прикрашений мініатюрами на берегах.
Є перекладом з грецької на церковнослов'янську мову однієї з книг Старого Завіту — Псалтиря, що складається з 151 псалму (переважна більшість з них приписується цареві Давиду). Переписана в Києві протодияконом Спиридонієм на замовлення смоленського єпископа Михаїла й, очевидно, була подарована ним Успенському соборові у Смоленську (нині місто в Росії). Написана урочистим, дуже чітким і каліграфічним півуставом, оформлена 302 мініатюрами, виконаними в неовізантійському стилі.
Пізніше Псалтир потрапив до рук підскарбія Великого князівства Литовського А. Глембоцького, який у 1518 передав його до православної Свято-Микільської церкви у Вільно (нині м. Вільнюс). Там книга зберігалася понад 300 років. Нині зберігається в Російській національній бібліотеці ім. М. Салтикова-Щедріна (м. Санкт-Петербург). Уперше пам'ятка була видана фототипічним способом у 1890, друге факсимільне видання — 1978. В 1963 році Київський Псалтир було реставровано.